# Regensdorf
Regensdorf (toponimo tedesco) è un comune svizzero di 18 191 abitanti del Canton Zurigo, nel distretto di Dielsdorf; ha lo status di città.

## Geografia fisica
Comprende una parte dei laghi Katzensee.

## Monumenti e luoghi d'interesse

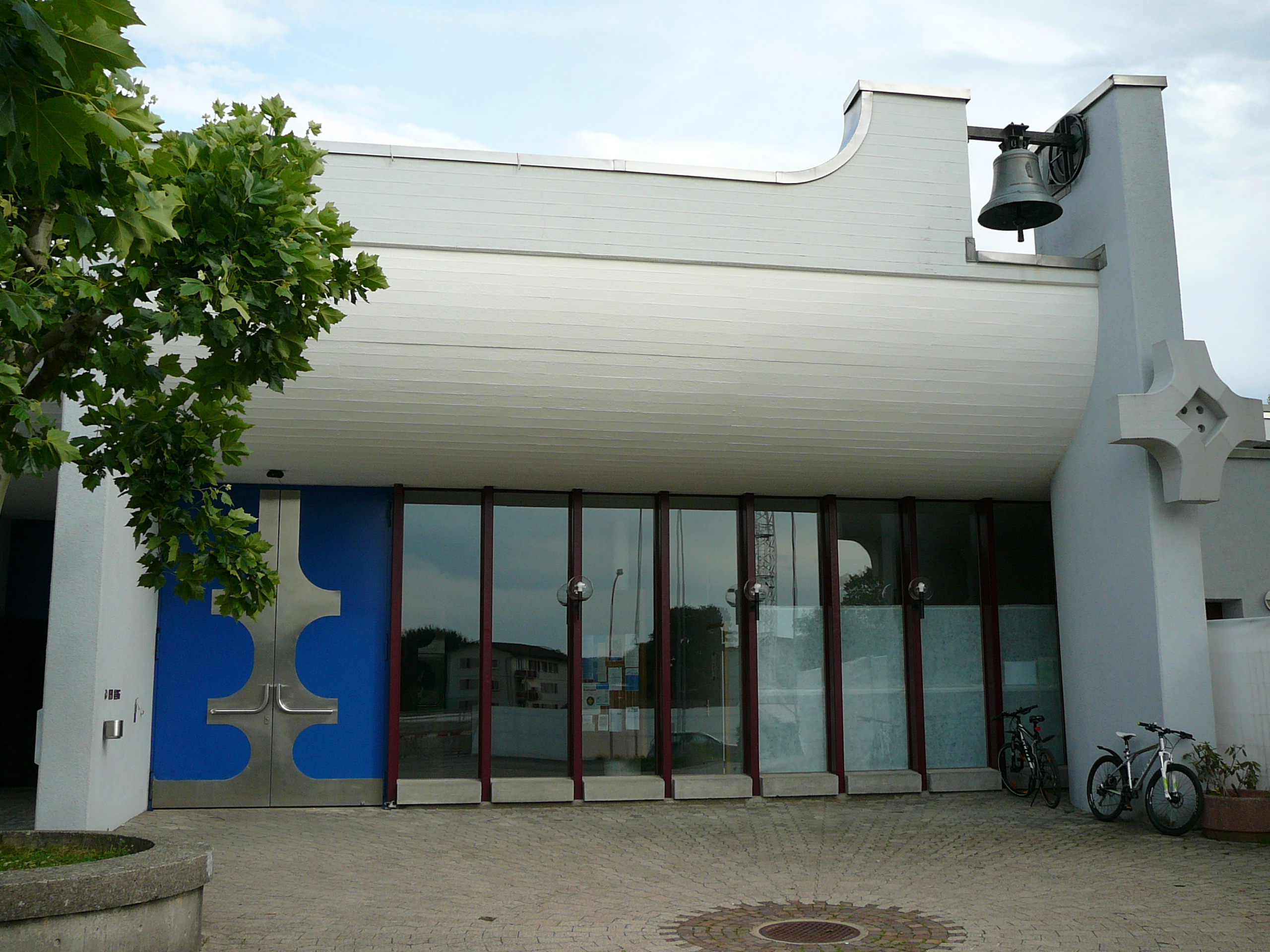
La chiesa cattolica di San Maurizio

- Chiesa riformata di San Nicola, attestata dal 1280 e ricostruita nel 1529[1];
- Chiesa superiore, eretta nel XII secolo[1];
- Chiesa cattolica di San Maurizio, eretta nel 1963[1].

## Società

### Evoluzione demografica
L'evoluzione demografica è riportata nella seguente tabella:
Abitanti censiti

## Geografia antropica

### Frazioni

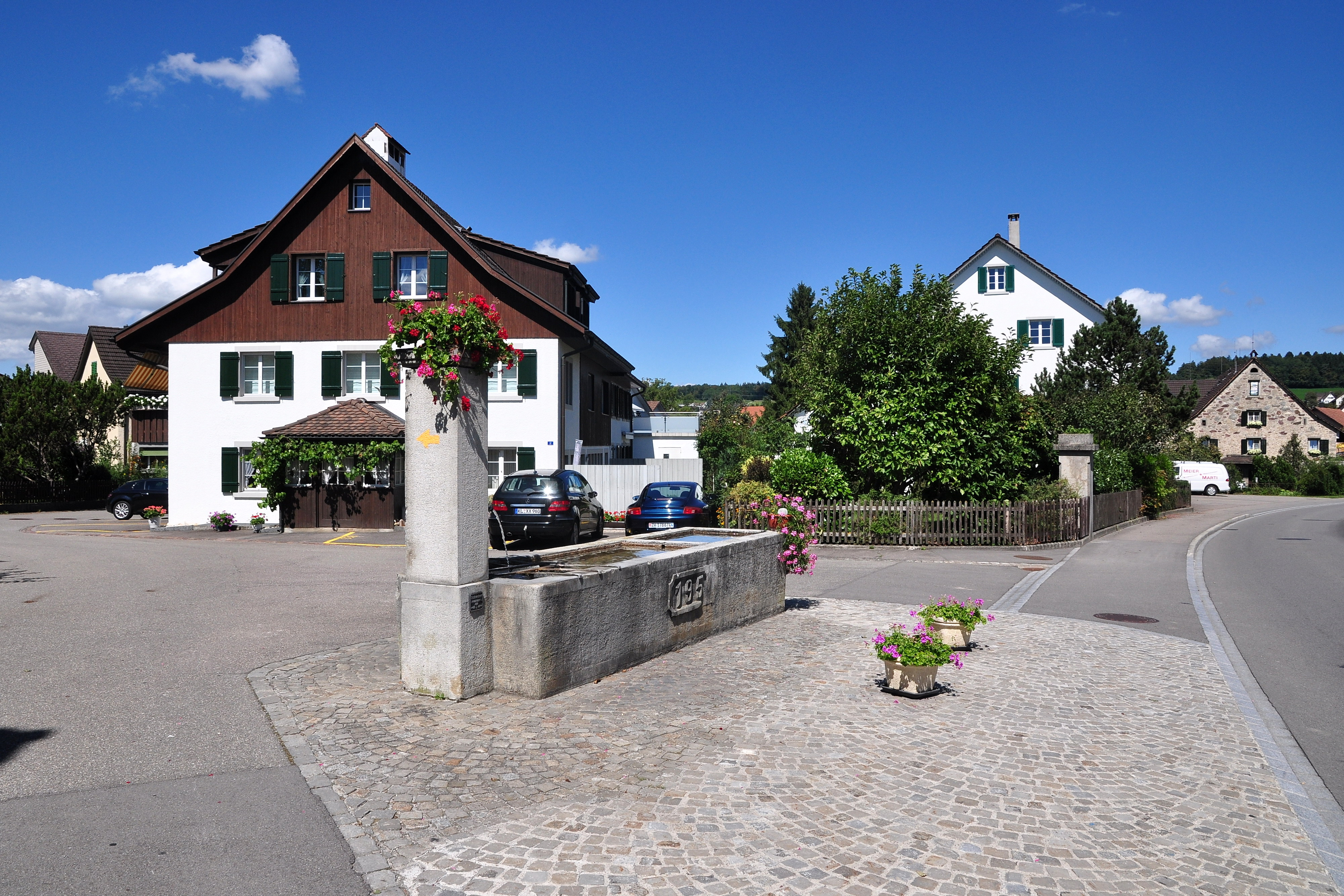
Watt

- Adlikon
- Regensdorf
  - Alt-Hard
  - Geissberg
- Watt
  - Altburg
  - Katzensee
  - Neu-Hard
  - Oberdorf

## Infrastrutture e trasporti
Regensdorf è servito dall'omonima stazione sulla ferrovia Wettingen-Effretikon (linea S6 della rete celere di Zurigo).

## Amministrazione
Ogni famiglia originaria del luogo fa parte del cosiddetto comune patriziale e ha la responsabilità della manutenzione di ogni bene ricadente all'interno dei confini del comune.